# Alexander Famulla
Alexander Famulla, nato Aleksander Famuła (Lubliniec, 20 settembre 1960), è un ex calciatore polacco naturalizzato tedesco, di ruolo portiere.

## Carriera

### Calciatore
Inizia la carriera agonistica in Polonia, nello Sparta Lubliniec. Nel 1980 viene ingaggiato dal Górnik Zabrze.
Nel 1984 si trasferisce in Germania per militare nell'Heidelberg-Kirchheim, rimanendovi sino al 1986, anno del suo ingaggio al Karlsruher. Con la società di Karlsruhe giocherà sei stagioni, di cui cinque in Bundesliga.
Nel 1992 passa all'Homburg e l'anno seguente torna al Heidelberg-Kirchheim, ove chiuderà la carriera agonistica.

### Allenatore
Ritiratosi dal calcio giocato, è divenuto preparatore dei portieri, ricoprendo tale incarico nella sezione femminile dell'Hoffenheim.